# Limpa-neves

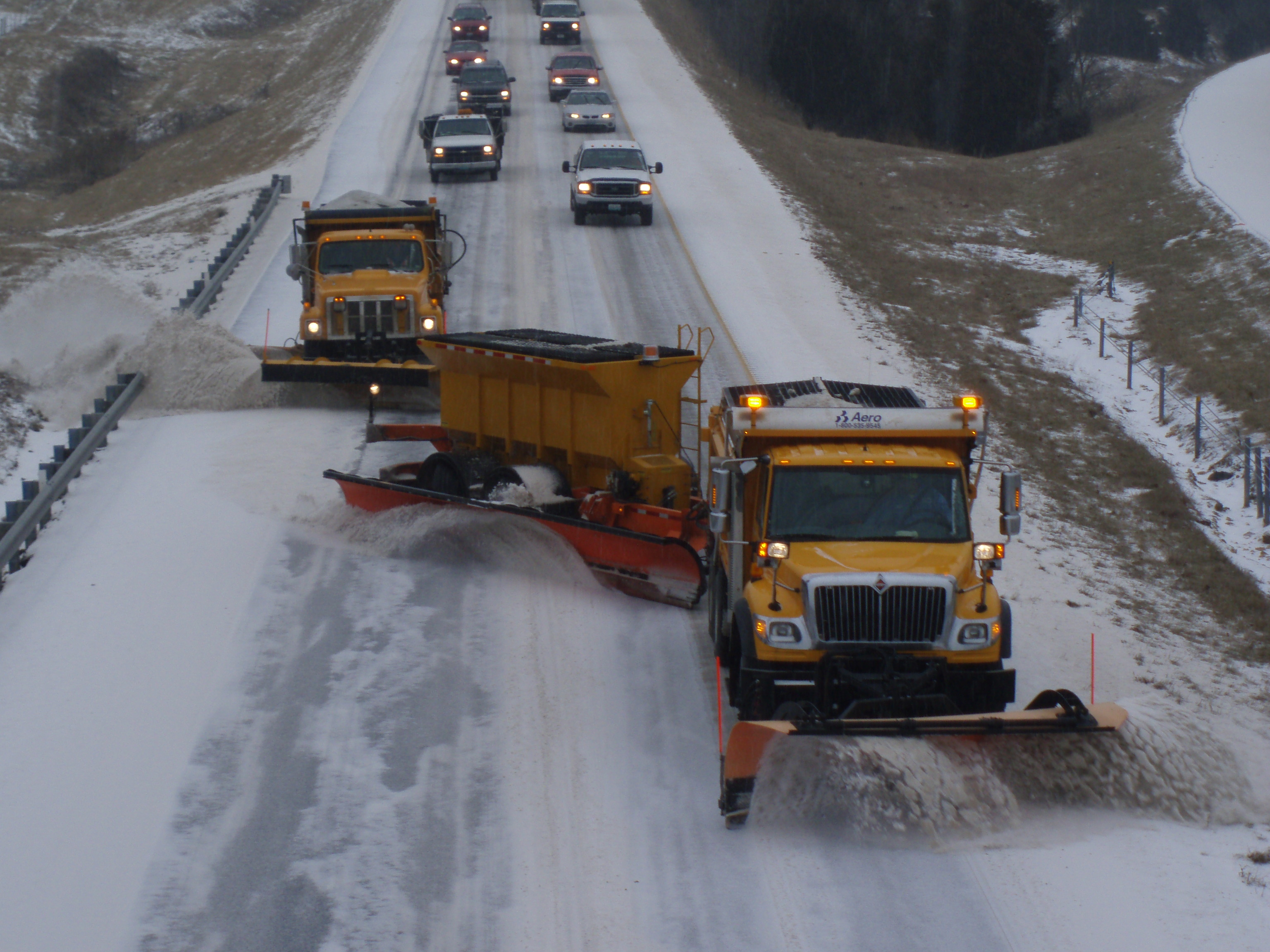
Dois limpa-neves abrem caminho para os veículos nas duas pistas de uma Interestadual no estado de Missouri, nos EUA.

Um limpa-neve é um dispositivo para remoção de neve, tanto nas vias rodoviárias como ferroviárias, permitindo maior fluidez do trânsito.

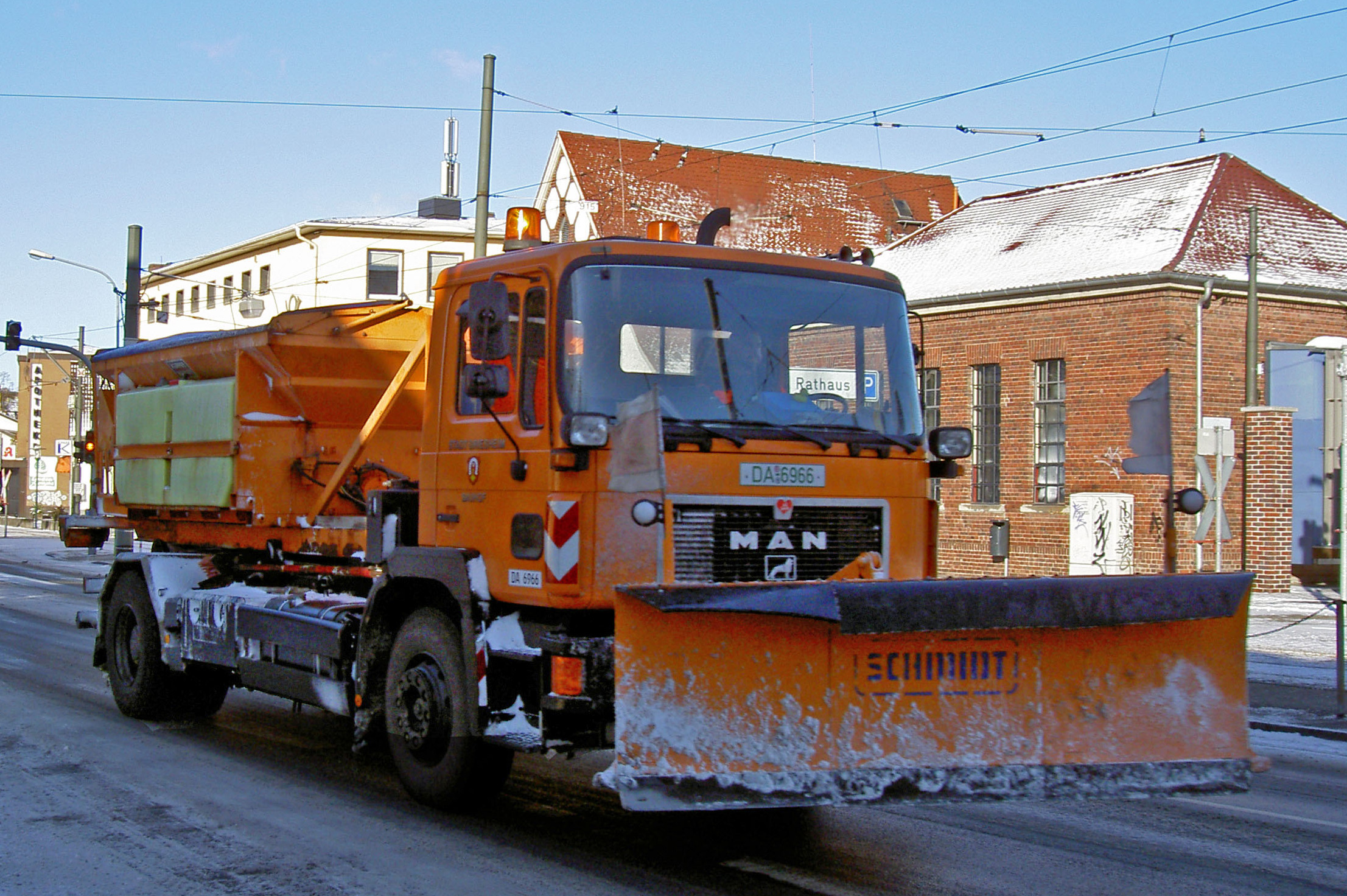
Caminhão do serviço de manutenção de estradas em ação na Alemanha.

 Os primeiros limpa-neves eram puxados por animais de tração, como bois ou cavalos. Tinham arados em fora de cunha, feitos principalmente de madeira; eram desvantajosos porque os animais iam à frente do arado, o que compactava a neve e tornava sua remoção mais difícil.
Hoje existem vários tipos de limpa-neves, montados à frente de caminhões grandes ou de menor porte, dependendo da finalidade. Em geral são os municípios que gerem a limpeza das ruas no inverno, por meio dos seus departamentos da manutenção de estradas, que adquirem e fazem a manutenção de tais máquinas.  
Em Portugal, o distrito da Guarda é a região mais afetada pela acumulação de neve durante o inverno. A Estradas de Portugal possui o Centro de Limpeza de Neve de Piornos (Serra da Estrela) que funciona como centro de operações de equipamentos e meios próprios.

## Galeria

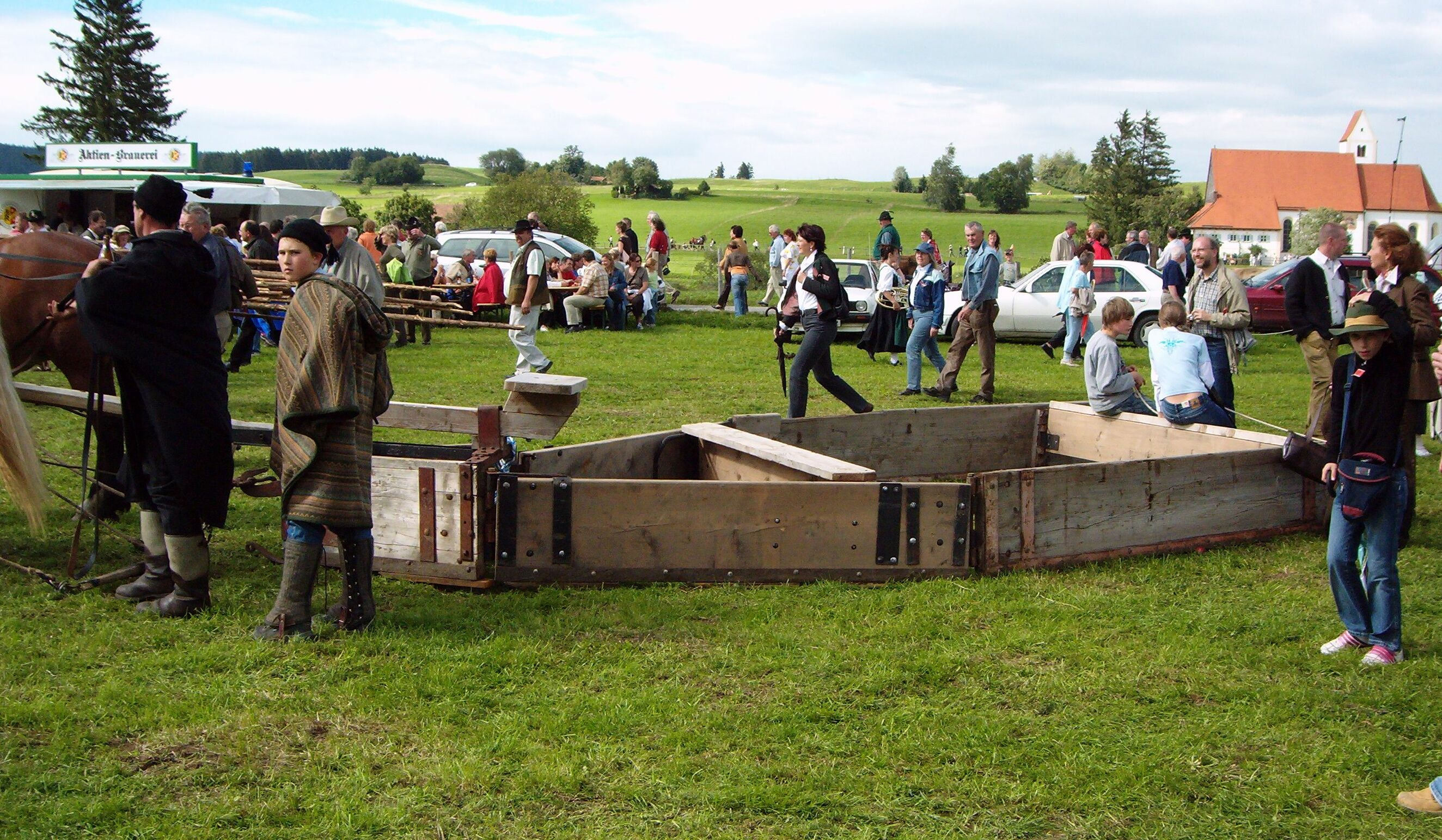
Limpa-neve histórico de madeira puxado por cavalos, Burggen, Alemanha
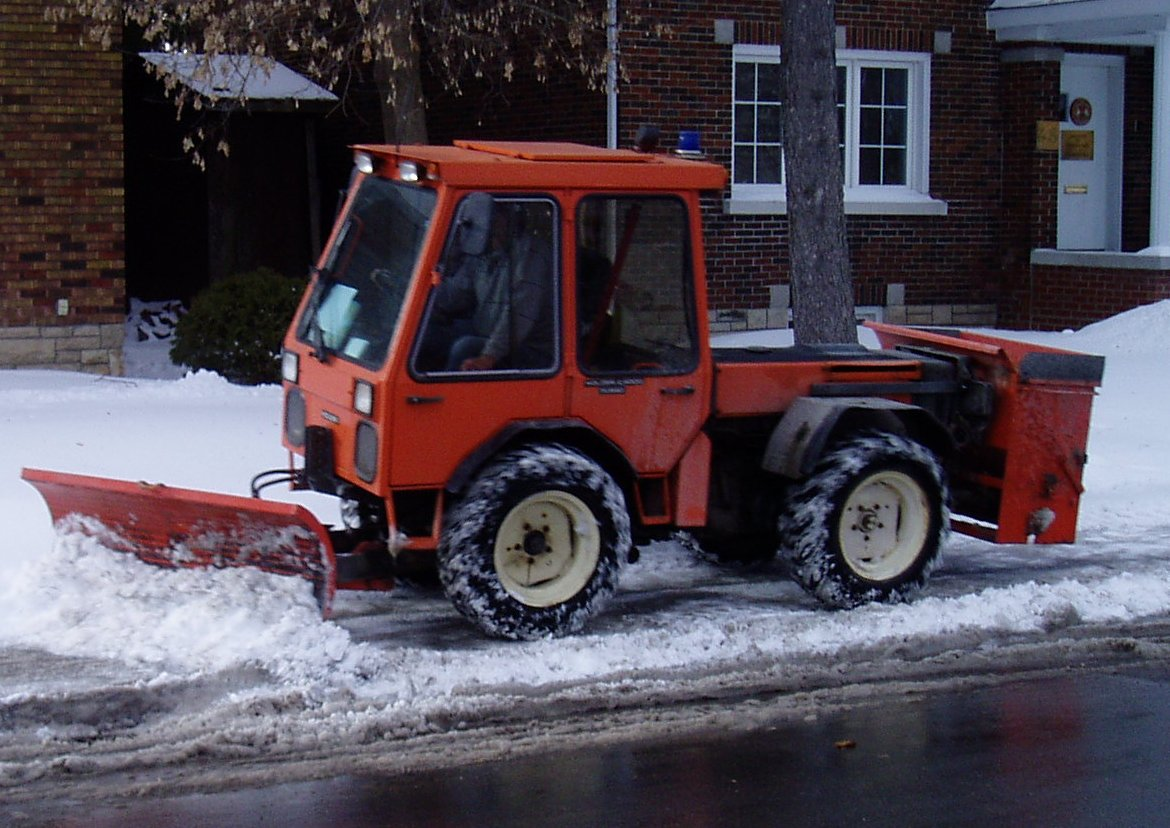
Um pequeno limpa-neve atuando em Ottawa, Ontario, Canada
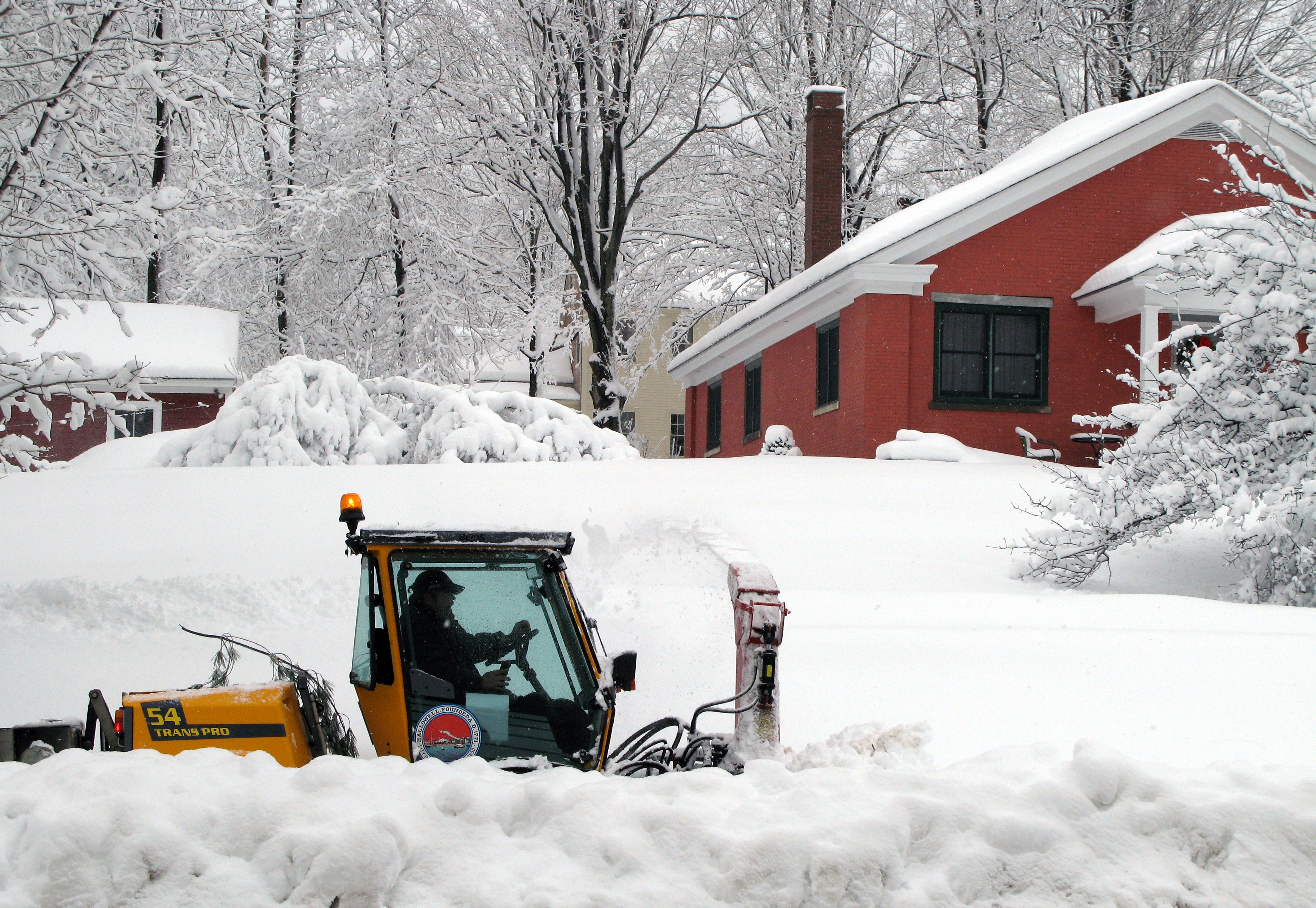
Limpa-neve de calçada em Hallowell, Maine, USA
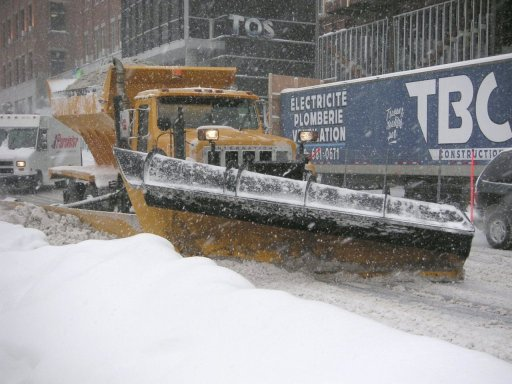
Um limpa-neve de estada na cidade de Quebec
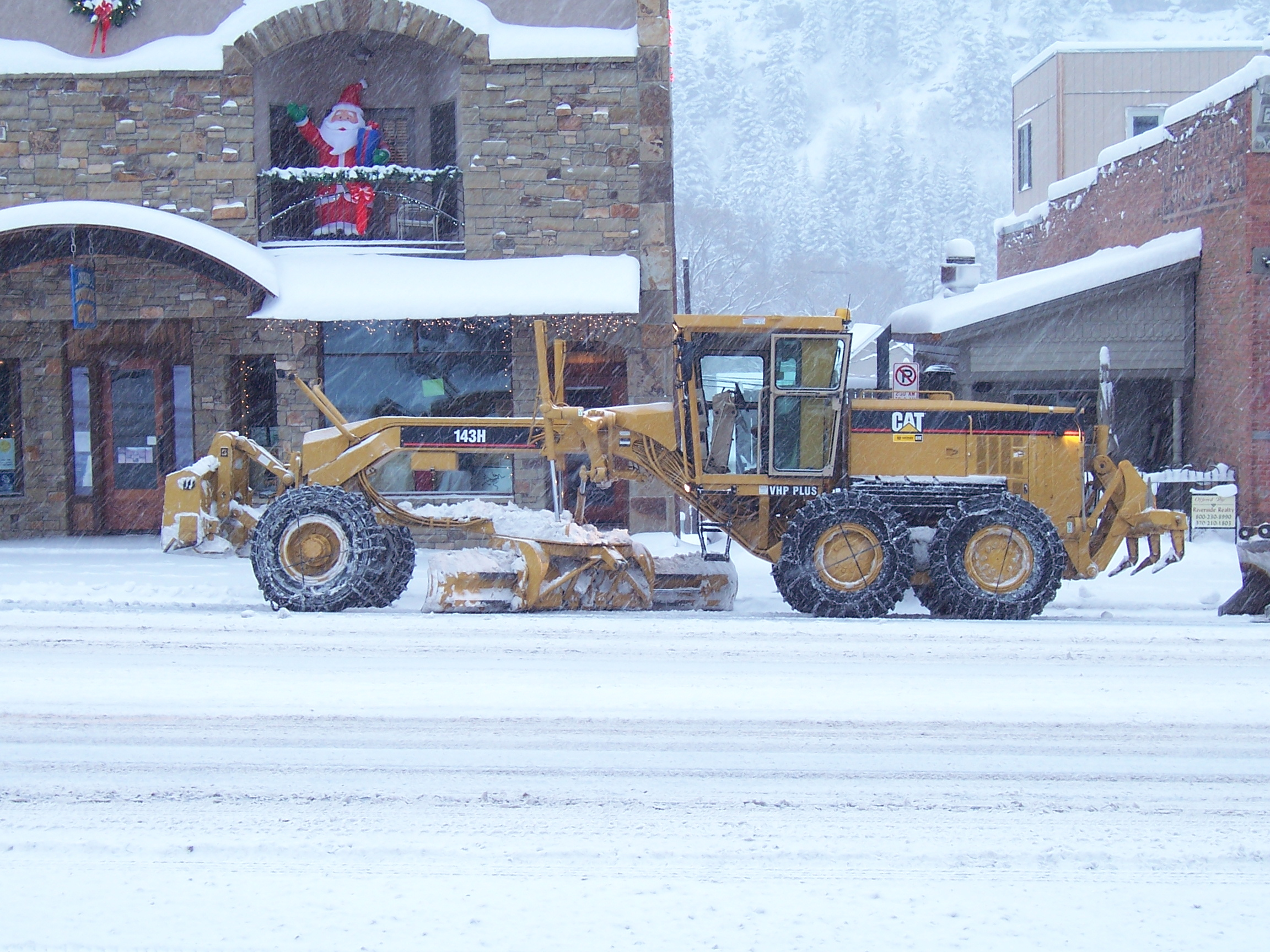
Limpa-neve classificador
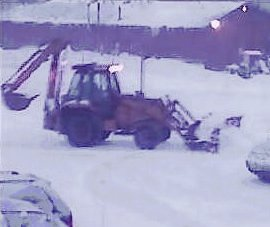
Escavadora equipada com peça especial de limpa-neve
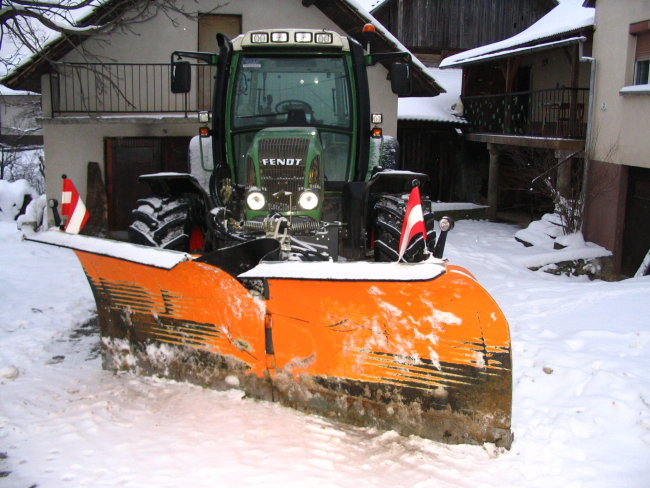
Lâmina ligada a um trator agrícola
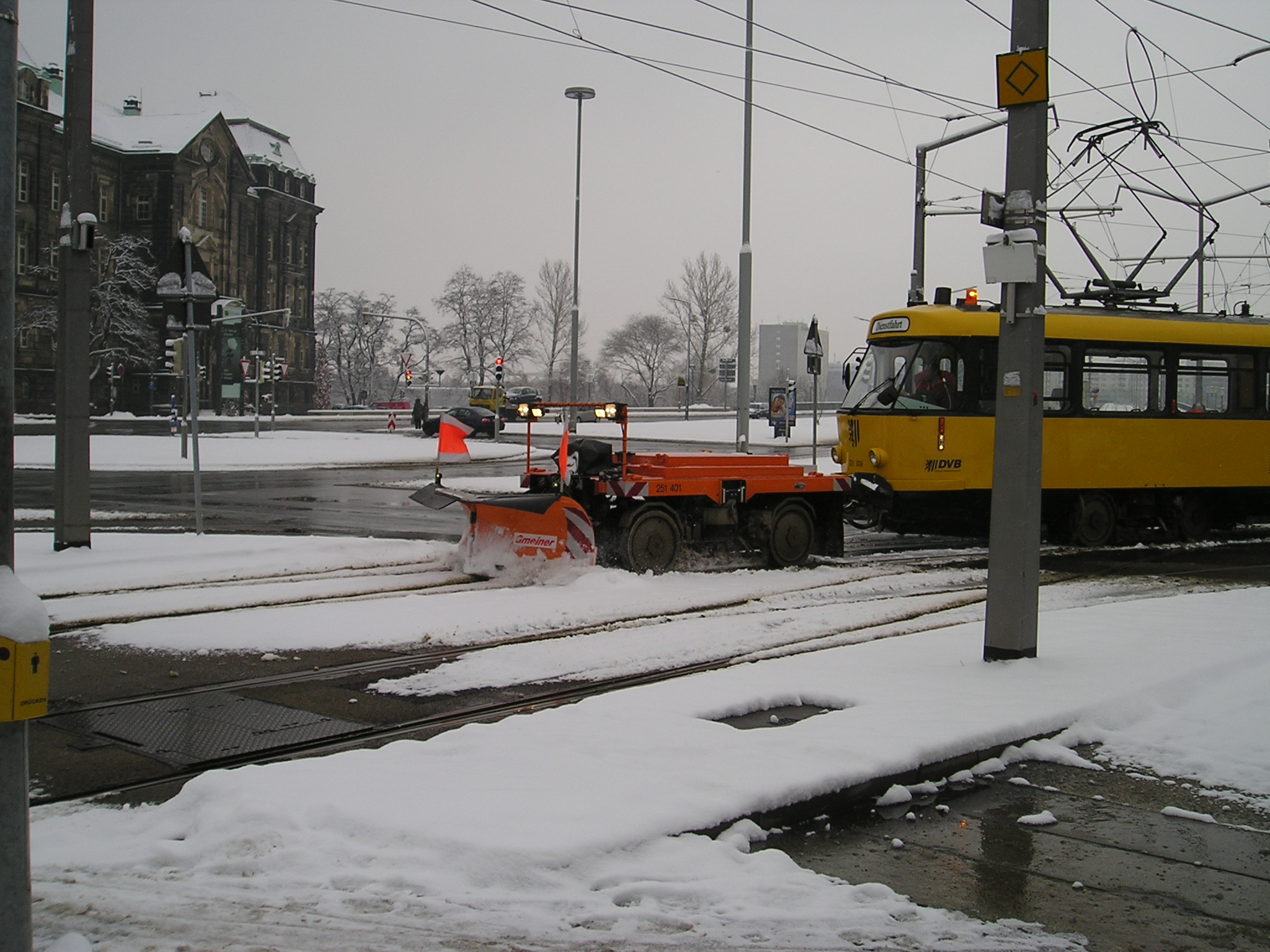
Limpa-neve para elétrico (bonde) em Dresden, Alemanha
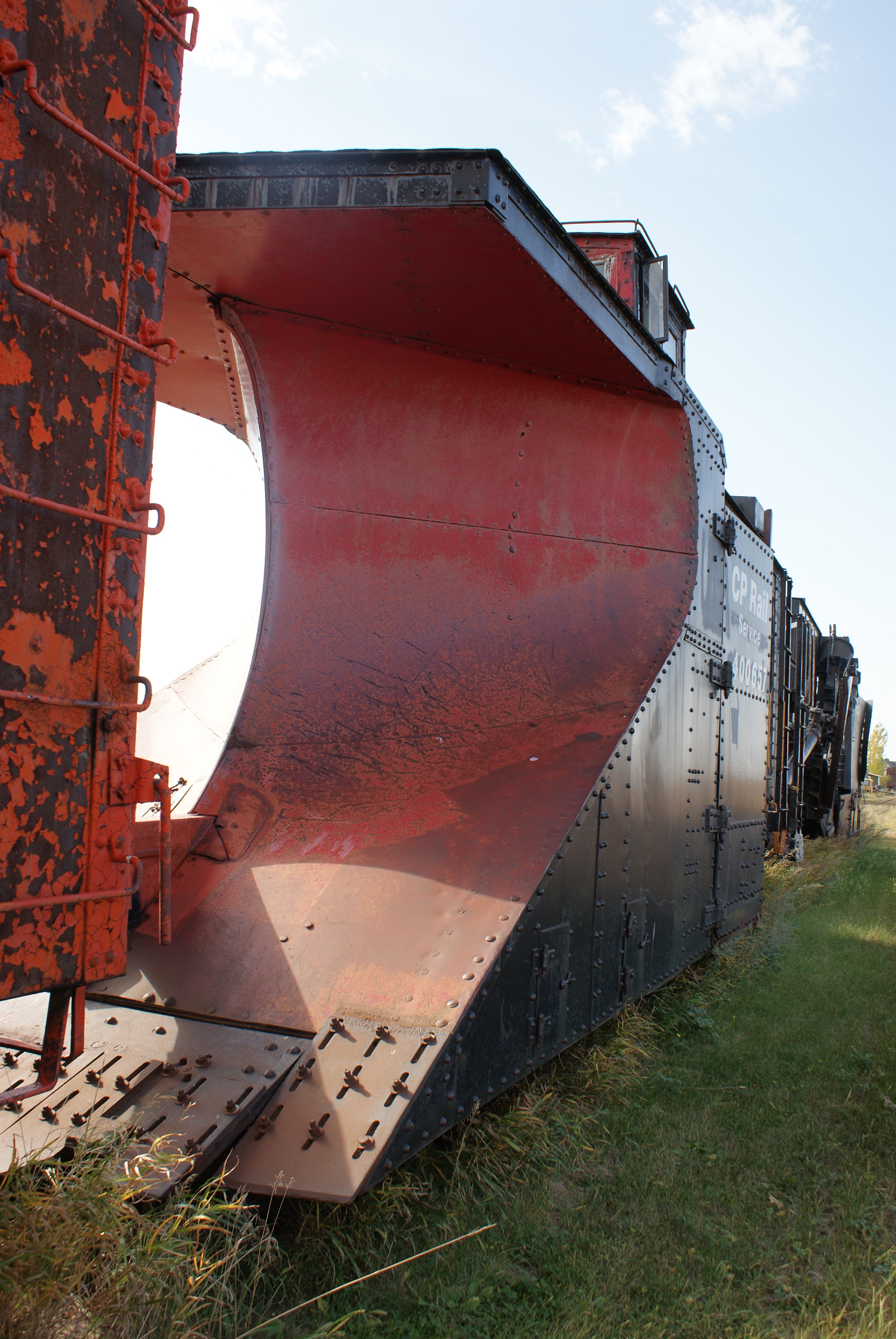
Limpa-neve ferroviário
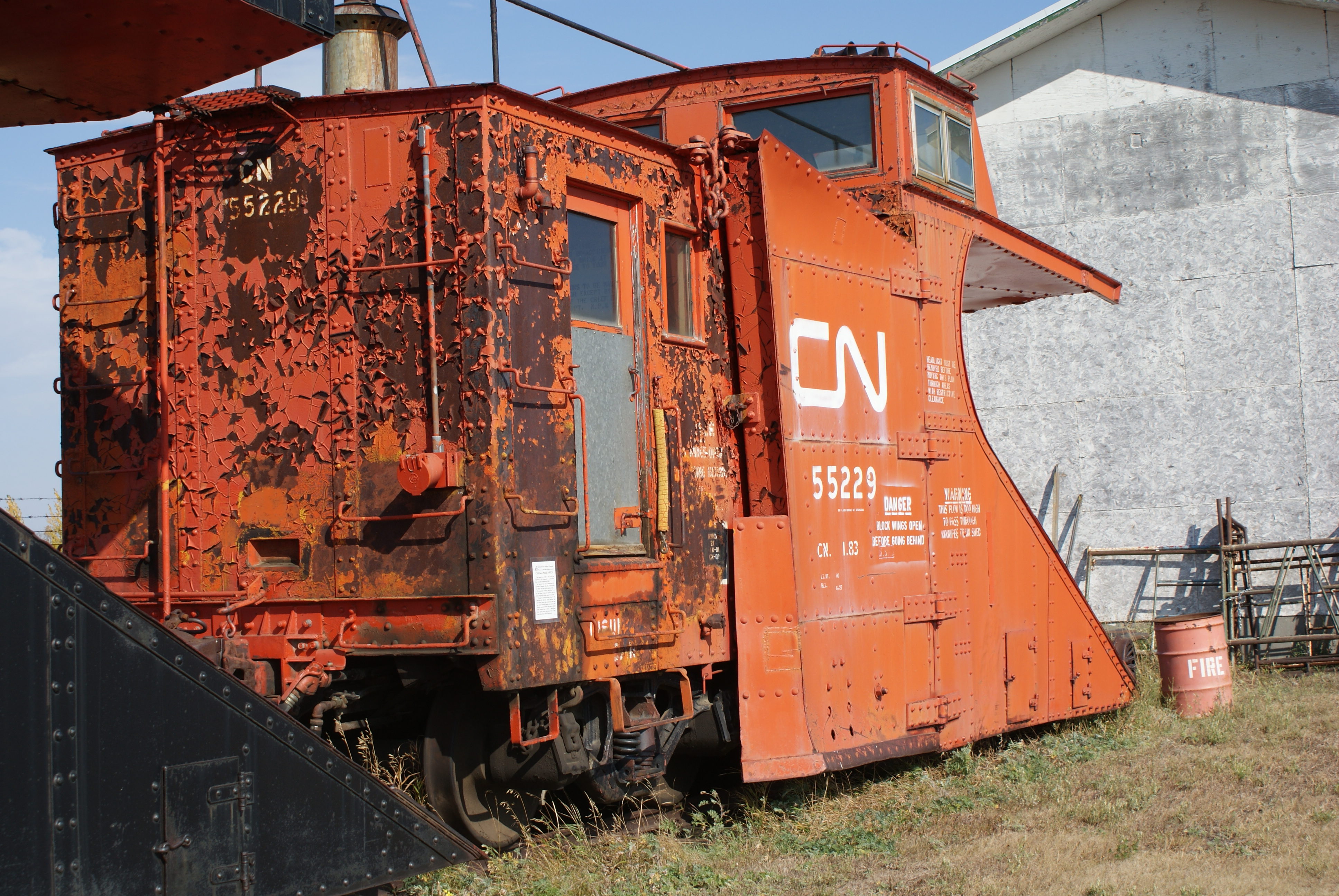
Limpa-neve ferroviário
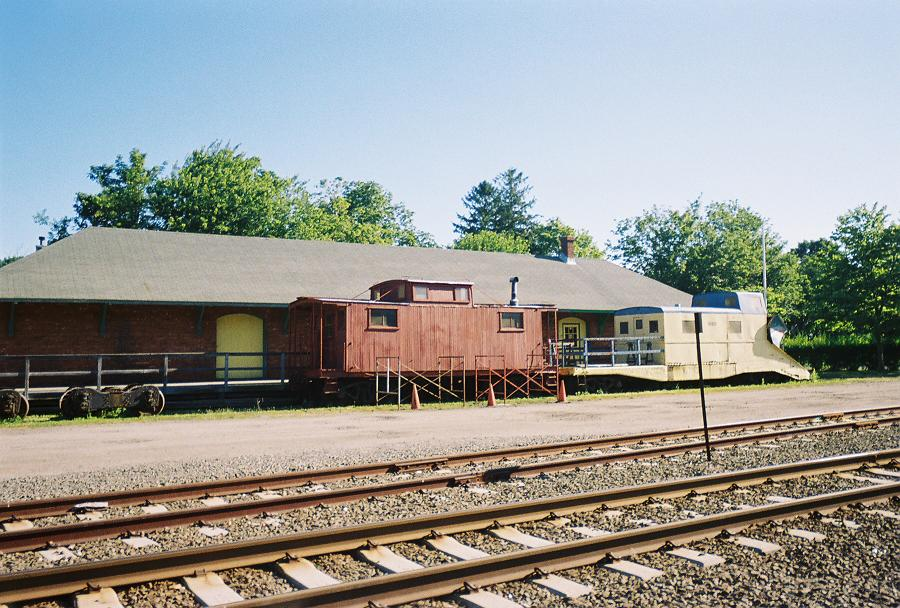
Limpa-neve ferroviário